# Schufelberger Egg
Schufelberger Egg ist ein Gebirgspass im Zürcher Oberland zwischen Wernetshausen (Gemeinde Hinwil) und Gibswil (Gemeinde Fischenthal) im Kanton Zürich in der Schweiz. Er liegt auf einer Höhe von etwa 990 m ü. M.